# Решикур-ла-Птит
Решику́р-ла-Пти́т (фр. Réchicourt-la-Petite) — коммуна во французском департаменте Мёрт и Мозель региона Лотарингия. Относится к  кантону Арракур.	

## География

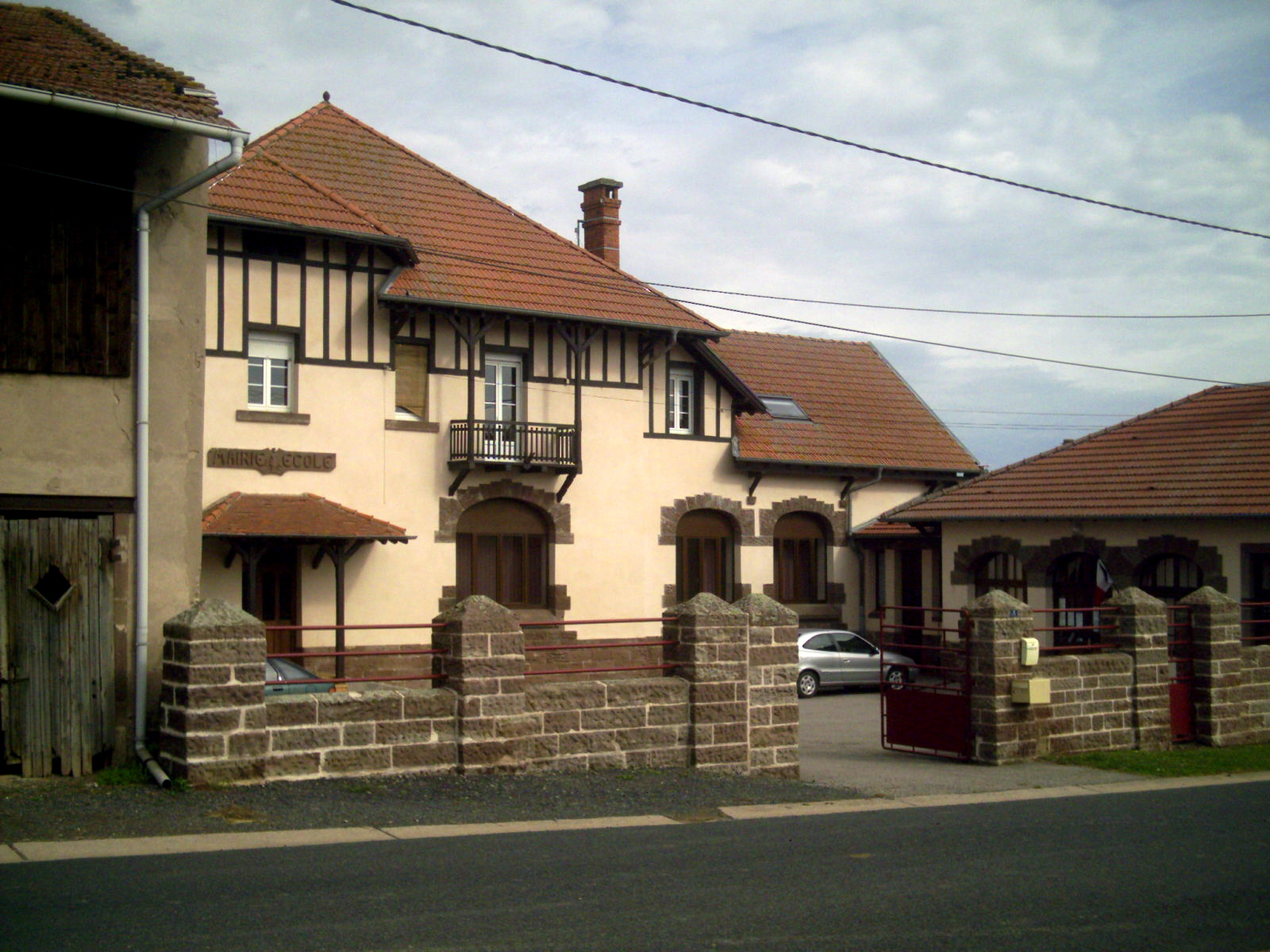
Решикур-ла-Птит

Решикур-ла-Птит расположен в 30 км к востоку от Нанси. Соседние коммуны: Жюврекур и Ксанре на севере, Безанж-ла-Птит на северо-востоке, Монкур на востоке, Куанкур на юго-востоке, Бюр на юге, Батлемон на юго-западе, Арракур на западе.

## Демография
Население коммуны на 2010 год составляло 78 человек.
| 1962 | 1968 | 1975 | 1982 | 1990 | 1999 | 2010 |
| ---- | ---- | ---- | ---- | ---- | ---- | ---- |
| 77   | 71   | 61   | 69   | 50   | 73   | 78   |